# آرسن هاروتیونیان (کشتی‌گیر)
آرسن کارنی هاروتیونیان (ارمنی: Արսեն Կարենի Հարությունյան؛ زادهٔ ۲۲ نوامبر ۱۹۹۹ در ماسیس) کشتی‌گیراهل ارمنستان در رشته کشتی آزاد است که در قهرمانی کشتی جهان برنده ۱ مدال نقره و مسابقات قهرمانی کشتی اروپا برندهٔ ۴ مدال طلا و ۱ مدال برنز شده است. وی سابقه حضور در المپیک ۲۰۲۰ توکیو را دارد.

## فعالیت حرفه‌ای

### قهرمانی کشتی جهان ۲۰۲۱
هاروتیونیان در وزن ۶۱ کیلوگرم کشتی آزاد قهرمانی کشتی جهان ۲۰۲۱ اسلو شرکت کرد، او در مسابقه‌های اول و دوم ادلان عسکروف از قزاقستان و علیبگ علیبگوف از بحرین را شکست داد اما در نیمه نهایی به دیتون فیکس از آمریکا باخت و به دیدار رده‌بندی رفت. وی در دیدار رده‌بندی راویندر داهیا از هند را شکست داد و مدال برنز را بدست آورد.

## نگارخانه

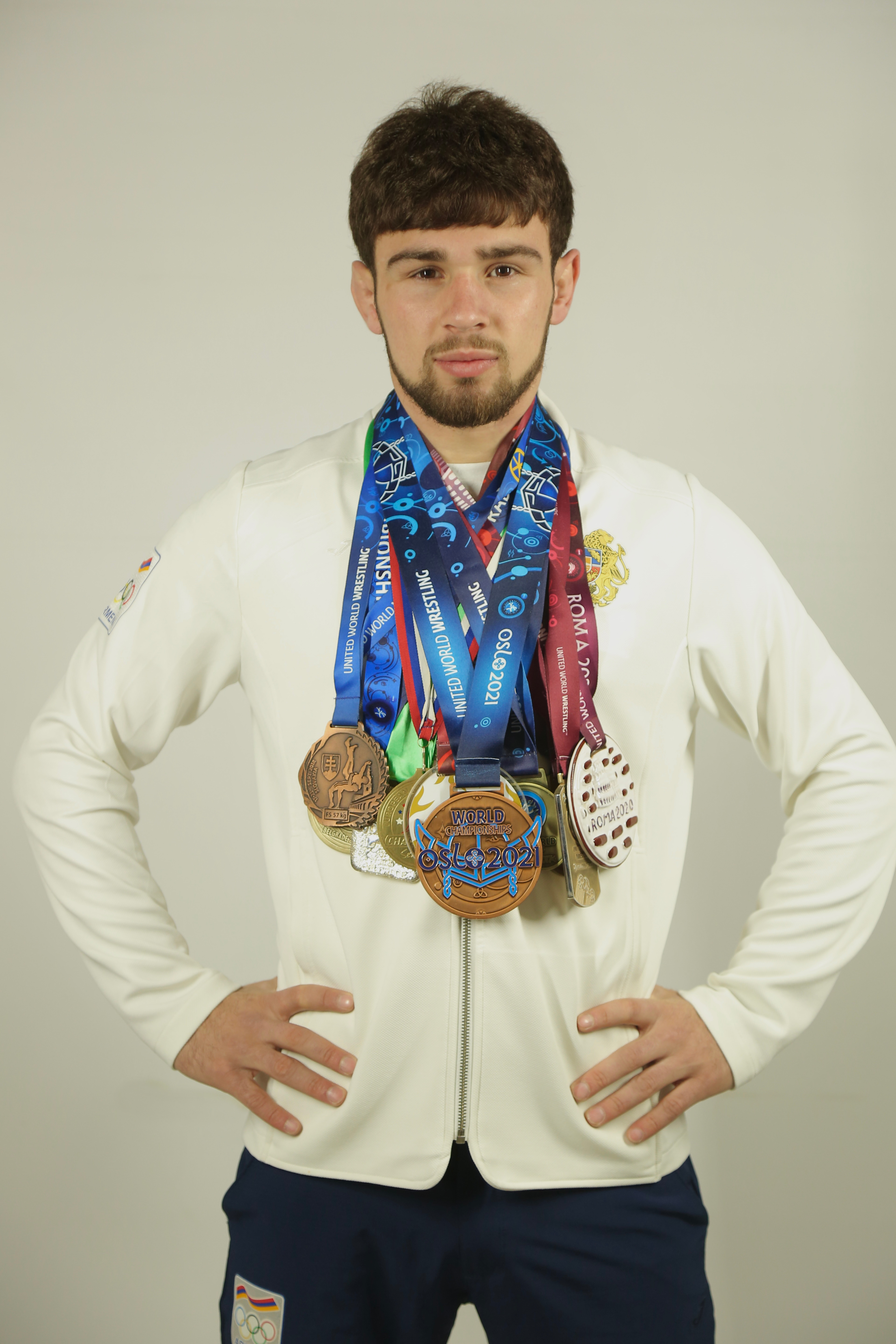

### قهرمانی کشتی جهان ۲۰۲۲
هاروتیونیان در وزن ۶۱ کیلوگرم کشتی آزاد قهرمانی کشتی جهان ۲۰۲۲ بلگراد شرکت کرد، او در مسابقه اول جهانگیرمیرزا توروبوف از ازبکستان را مغلوب کرد اما در مسابقه بعد به ری هیگوچی از ژاپن باخت و با توجه به حضور این کشتی‌گیر در فینال، به دیدار شانس مجدد رفت. او در مرحله شانس مجدد اسلام دودایف از آلبانی را شکست داد و به دیدار رده‌بندی رسید. وی در این دیدار ست گراس از آمریکا را شکست داد و مدال برنز را بدست آورد.